# Ulrich Bauche

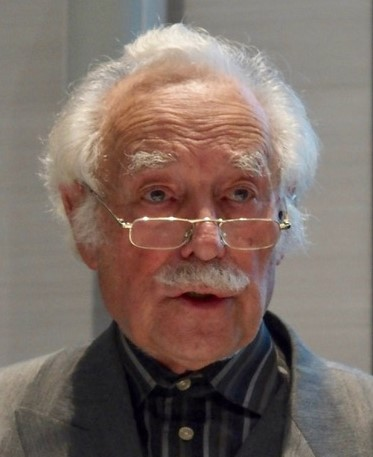
Ulrich Bauche bei einem Vortrag im Museum für Hamburgische Geschichte im Dezember 2018

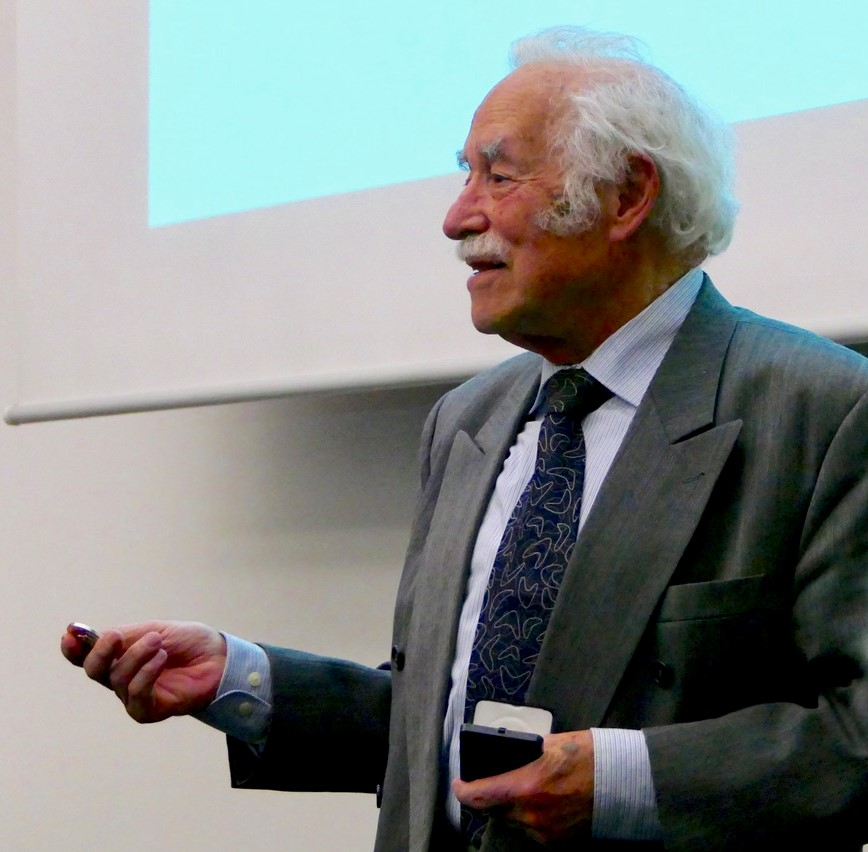
Verleihung der Lappenberg-Medaille an Ulrich Bauche am 10. April 2019 im Hamburger Staatsarchiv

Ulrich Bauche (* 19. April 1928 in Hamburg; † 23. Dezember 2020 in ebenda) war ein deutscher Kulturhistoriker und Volkskundler, Hauptkustos von 1966 bis 1992 am Museum für Hamburgische Geschichte, Honorarprofessor der Universität Hamburg, Lehrbeauftragter ab 1969 am Institut für Volkskunde. Veröffentlichungen zur Sozial- und Kulturgeschichte, zur Arbeiterbewegung und zu jüdischen Lebenswelten wurden von ihm herausgegeben.

## Werdegang
Ulrich Bauche wurde in Hamburg-Hamm geboren, wuchs dort auf und besuchte ab 1935 die Schule Burgstraße. Er ist der Sohn des Graphikers und Widerstandskämpfers Wilhelm Bauche und von Gertrud Mendel, der Tochter des damaligen hamburgischen Senators und Vorstandsmitgliedes des Konsum-, Bau- und Sparvereins „Produktion“, Max Mendel. Wie der Großvater Max Mendel betätigte sich auch der Vater aktiv in der SPD. Doch mit dem zunehmenden Einfluss völkischer, nationalistischer Kräfte begannen sich im „roten“ Hamburg die Verhältnisse zu ändern. Auch der Rücktritt von Max Mendel nach vierjähriger Zugehörigkeit aus dem Senat am 20. Juni 1929 ließ dies erkennen.
Der mit der Zuständigkeit für die Finanzdeputation einflussreiche SPD-Senator war in den Monaten zuvor von verschiedenen Seiten wegen seiner gemeinwirtschaftlichen Aktivitäten im Vorstand des Konsum-, Bau- und Sparverein „Produktion“, aber auch wegen seiner jüdischen Herkunft, angegriffen worden. Mit der Machtübernahme durch die Nationalsozialisten begann für die Familie von Ulrich Bauche ein Prozess zunehmender Entrechtung und Ausgrenzung. Dem wenige Jahre zuvor hoch angesehenen Großvater wurden schrittweise die Pensionen gekürzt und schließlich gestrichen. Er starb 1942 im Ghetto Theresienstadt. Dem nichtjüdischen Vater wurde 1935 aufgrund seiner Ehe mit einer Jüdin die Lehrbefugnis für Kunstgeschichte entzogen. Noch im November wurde er aufgrund seiner Mitgliedschaft in einem Widerstandskreis der SPD verhaftet und in das KZ Fuhlsbüttel eingewiesen. Da der Vater wegen Vorbereitung zum Hochverrat zu zwei Jahren und neun Monaten Gefängnis verurteilt wurde, wuchs Ulrich Bauche die folgenden Jahre bis zu seinem 10. Lebensjahr ohne den Vater an seiner Seite und mit dem Stigma des sogenannten „Halbjuden“ auf. Die Wohnung der Familie in Hamburg-Hamm wurde 1943 durch Bomben zerstört. Im gleichen Jahr musste er auch die Realschule verlassen und arbeitete ungelernt als kaufmännische Hilfskraft.
Ab 1945 konnte Ulrich Bauche wieder die Schule besuchen und sein Abitur erreichen. Im November 1945 schloss er sich der Landesorganisation Hamburg der FDJ an. Ab 1950 besuchte er an den Universitäten in Leipzig, Münster und Hamburg Lehrveranstaltungen in Volkskunde, Kunstgeschichte, Philosophie, Wirtschafts- und Sozialgeschichte sowie Psychologie. 1964 promovierte er im Fach Volkskunde mit einer Doktorarbeit, die den Titel trug: „Landtischler, Tischlerwerk und Intarsienkunst in den Vierlanden unter der beiderstädtischen Herrschaft Lübecks und Hamburgs bis 1867“.
Das interdisziplinäre Herangehen und das umfassende Interesse an historischen Entwicklungen kam Ulrich Bauche auch in seiner Tätigkeit als Kustos und Oberkustor am Museum für Hamburgische Geschichte sehr zugute, die er 1966 nach einer Museumsassistentenzeit in Dortmund antrat. In den fast drei Jahrzehnten seines Schaffens im Museum trug er ganz wesentlich dazu bei, dass sich dessen Profil von einem vereinzelte Exponate vergangener Jahrhunderte präsentierenden Stadtgeschichtsmuseum hin zu einem kontextualisierenden gesellschaftliche Entwicklungen erklärenden und hinterfragenden Ort historisch-politischen Lernens entwickelte.
Es entstanden international beachtete sozialgeschichtliche Ausstellungen zur Geschichte und Kultur der Arbeiterbewegung, der Frauen und der Juden in Hamburg. Besondere Aufmerksamkeit fand die große Werkschau „Vorwärts und nicht vergessen - Arbeiterkultur in Hamburg um 1930“. Diese 1982 auf dem Kampnagel-Gelände gezeigte Ausstellung, an der Ulrich Bauche mitwirkte, machte kurze Zeit später bundesweit Furore und wurde zum Ausgangspunkt heftiger Auseinandersetzungen, als sie nach Interventionen des DGB nicht bei den Ruhrfestspielen in Recklinghausen ausgestellt werden durfte.
Seinerzeit herrschte ein erbitterter ideologischer Streit über die Frage, wer für das Versagen der Arbeiterbewegung angesichts der Gefahr des heraufziehenden Nationalsozialismus die Verantwortung trage. Ulrich Bauche war in jenen Jahren ein wichtiger Mittler zwischen den staatlichen Institutionen und der sich formierenden Bewegung der Geschichtswerkstätten. Er war Geburtshelfer und Gründer sowohl für das Museum der Arbeit als auch für die KZ-Gedenkstätte Neuengamme. Bis ins hohe Alter organisierte hat er die Museumsfahrten der Freunde des Museums der Arbeit. Engagiert begleitete er die Errichtung der Gedenkstätten Fuhlsbüttel und Plattenhaus Poppenbüttel.
Doch nicht nur die Inhalte öffneten sich mit ihm von der stadtgeschichtlichen Herrschaftsperspektive hin zur Geschichte der Stadt und ihrer Bewohner. Durch seine gewerkschaftliche Orientierung trug er in den 1980er Jahren mit der Schaffung der Museumsräte als Organe, die Leitung, Museumswissenschaftler und gewählte Vertreter aus der Gruppe der Restauratoren, des technischen und Verwaltungspersonals vereinte, wesentlich zur Demokratisierung der Museumslandschaft bei. Für Ulrich Bauche war der Museumsrat gelebte Demokratie und Teilhabe, berichtete sein früherer Mitarbeiter Wilfried Weinke in seiner Laudatio. Ulrich Bauche war seit dem 1. April 1965 Mitglied der Gewerkschaft, heute ver.di.

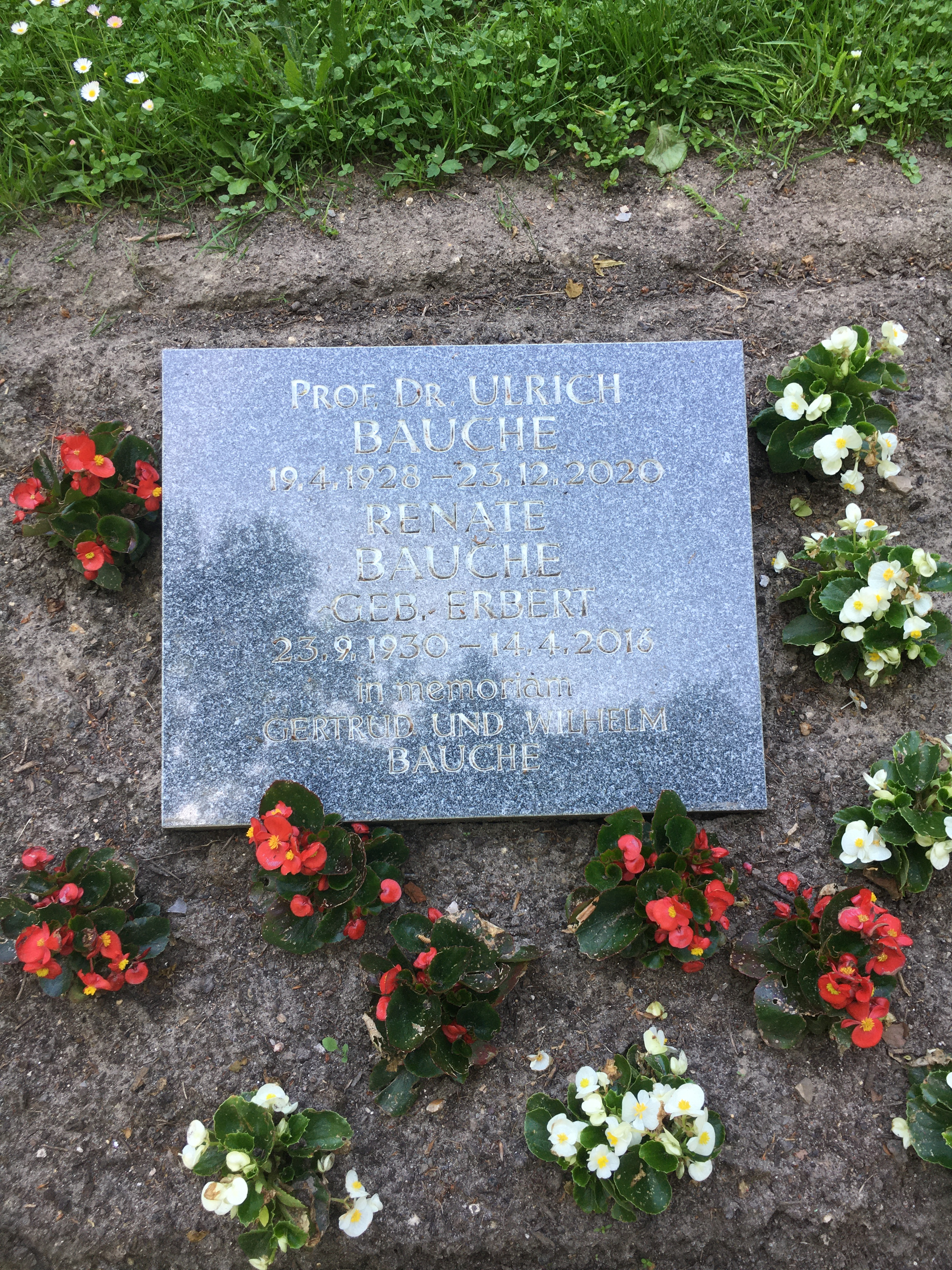
Grabstätte auf dem Friedhof Ohlsdorf

Trotz seiner beruflichen Belastungen setzte sich Ulrich Bauche zusammen mit seiner Frau Renate und seiner Mutter Gertrud Bauche für gesellschaftliche Belange ein – zum Beispiel im Rahmen der Friedensbewegung als aktiver Teilnehmer an den Ostermärschen.
Bauches publizistisches und wissenschaftliches Werk ist zahlreich. Die von ihm verfassten, herausgegebenen oder für das Museum vorgelegten 55 Schriften sind im Gemeinsamen Bibliotheksverbund (GBV) ausgewiesen.
2012 wurde er mit der Herbert-Weichmann-Medaille für sein wissenschaftliches Wirken zum Thema „Jüdische Lebenswelten in Hamburg“ ausgezeichnet.
Am 10. April 2019 wurde ihm vom Verein für Hamburgische Geschichte die renommierte Lappenberg-Medaille überreicht. Die Laudatio hielt Wilfried Weinke.
Ulrich Bauche war verwitwet und hatte drei Söhne. Er verstarb im Alter von 92 Jahren und wurde im Ehrenfeld der Geschwister-Scholl-Stiftung auf dem Friedhof Ohlsdorf beigesetzt.

## Ausstellungen
- Zwischen Dammtor und Lombardsbrücke: Stadtansichten aus 5 Jahrhunderten. 1968
- Damals auf Straßen und Plätzen, der Rouleau-Maler Eduard Niese (1833–1898). 1971
- Der Ausruf in Hamburg: ländliche Händler auf dem Markt. 1973
- Von bürgerlicher Gartenkunst und der Einfluß der bürgerlichen Gärten und Landhäuser auf die bäuerlichen Kulturlandschaften. 1975
- Biedermeierliche Bildermacher: Die drei Brüder Suhr in Hamburg, 1796–1857. 1978
- Kola-Fu. Konzentrationslager und Gestapogefängnis Hamburg-Fuhlsbüttel 1933–1945. Mit Ludwig Eiber, 1983
- Die Arbeitskraft, die wollen wir auf ihren Thron erheben! Von den Anfängen bis 1863. 1983
- Ehemals in Hamburg zu Hause: Jüdisches Leben am Grindel: Bornplatzsynagoge und Talmud-Tora-Schule. 1986
- Arbeit und Vernichtung: das Konzentrationslager Neuengamme, 1938–1945. Mit Heinz Brüdigam, Ludwig Eiber 1986
- Die Hamburger-Neustadt: 1878–1986. 1986
- Wir sind die Kraft - Arbeiterbewegung in Hamburg – von den Anfängen bis 1945. 1988 (Museum für Hamburgische Geschichte)
- 400 Jahre Juden in Hamburg. 1991
- Lissabon – Hamburg: Fayenceimport für den Norden. 1996
- Jüdische Mitstreiter in der Hamburger Arbeiterbewegung. 1998

## Auszeichnung
- 2012 Herbert-Weichmann-Medaille

## Veröffentlichungen (Auswahl und nach Themen)
Volkskunde:
Tischlerhandwerk
- Landtischler. Tischlerwerk und Intarsienkunst in den Vierlanden unter der beiderstädtischen Herrschaft Lübecks und Hamburgs bis 1867. Museum für Hamburgische Geschichte, Hamburger Museumsverein e. V., 1965, Univ., Diss., 1965.
- Ohne Gitterwerk und andere Augenlügen. In: Kultur- & Geschichtskontor (Hrsg.): Vierlande. Kulturgeschichte zwischen Elbe und Bille. Band 3, Hamburg 2010, S. 96–113.
- Die Schnitzwerke des Wilhelm Uebbemann, Hofbesitzer und Gemeindevorsteher zu Asseln. In: Rheinisch-westfälische Zeitschrift für Volkskunde: Veröffentlichung der Abteilung für Kulturanthropologie. Volkskunde des Instituts für Germanistik, Vergleichende Literatur- und Kulturwissenschaft der Universität Bonn und der Volkskundlichen Kommission für Westfalen, Landschaftsverband Westfalen-Lippe Bonn: Inst., Nr. 8, 1961, S. 163–168.
- Provenienz Vierlande: Möbel, Einrichtungen und Tracht. In: Weltkunst, die Zeitschrift für Kunst und Antiquitäten. München, Nr. 67, No. 7, 1997, S. 687–689.
- Vierländer. In: Industriekultur deutscher Städte und Regionen: des Deutschen Reiches Tor zur Welt. Beck, München 1984, ISBN 3-406-09675-1, S. 159–160.
- Ein norddeutsches Baldachin-Bett um 1630 im historischen Museum zu Bergen (Norwegen). In: Beiträge zur deutschen Volks- und Altertumskunde. Nr. 15, Hamburger Museumsverein, Hamburg 1971, S. 97–104.

Hamburger Bürgermilitär
- Das Hamburgische Bürger-Militair im Jahre 1868. 14 colorirte Blätter, gezeichnet und herausgegeben von Adolph Schieck, Hamburg 1887. (Neudruck), Hamburger Leben, zehnter Teil, Hamburger Abendblatt; Museum für Hamburgische Geschichte (Hrsg.); Text Dr. Ulrich Bauche, Hamburg 1976.

Juden in Hamburg
- Die Geschichte der Juden in Hamburg 1590–1990. von Ulrich Bauche und Arno Herzig, Band 1, darin zahlreiche Einzelbeiträge von Ulrich Bauche. Dölling und Galitz, Hamburg 1991, ISBN 3-926174-30-7.
- Jüdische Lebenswelten in Hamburg. In: Hamburger Platt: Mitteilungsblatt des Instituts für Volkskunde Hamburg. Hamburg Band 5, Nr. 1, 1995, S. 36–40.
- Sefarden als Händler von Fayencen in Hamburg und Nordeuropa. In: Die Sefarden in Hamburg. Band 1: Zur Geschichte einer Minderheit. Buske, Hamburg 1994, ISBN 3-87548-048-1, S. 293.

Veränderung Hamburgs
- Die Schenkkanne der Hamburger Bürgerkapitäne von 1690. In: Beiträge zur deutschen Volks- und Altertumskunde. Vol. 19. Hamburger Museumsverein, Hamburg 1980, S. 117–122.
- Panorama des rechten Elbufers von Hamburg bis Blankenese in 18 aneinandergereihten Blättern, mit Erläuterungen zur Topographie und Schiffsdarstellung v. U. Bauche, Hamburg 1970, 1972.
- Otto Bender: Die Hamburger Neustadt: 1878–1986. Stadtansichten einer Photographenfamilie. Mit Erl. von Ulrich Bauche. Christians, Hamburg 1986, 1994, ISBN 3-7672-0973-X.

Jüdische Mitstreiter in der Arbeiterbewegung
- Biographien im Spannungsfeld zwischen ethnischer und sozialpolitischer Exponiertheit: jüdische Mitstreiter in der Hamburger Arbeiterbewegung. In: Volkskundlich-Kulturwissenschaftliche Schriften: VOKUS., Vol. 10, No. 1, Inst. Hamburg 2000, S. 16–28.
- „Wo ist der Judenjunge, den will ich mir herausholen!“ Antisemitismus und Hamburger Polizei im späten 19. Jahrhundert. In: Aus den Quellen: Beiträge zur deutsch-jüdischen Geschichte: Festschrift für Ina Lorenz zum 65. Geburtstag. Dölling und Galitz, München 2005, ISBN 3-937904-09-3, S. 284–290.
- Erinnerungen: ein Leben als polnischer Freiheitskämpfer und hamburgischer Sozialdemokrat 1841–1905 / Joseph Berkowitz Kohn. Hrsg. von Gertrud Pickhan und Ulrich Bauche, Vorwort von Ulrich Bauche. Dölling u. Galitz, Hamburg u. a. 2006, ISBN 3-937904-25-5, S. 9–14.

Arbeiterbewegung
- Gegen die Aufstände der Handwerksgesellen: der Rats- und Bürgerschluss von 1753. In: Geprägte Geschichte: Hamburger Medaillen des 17. und 18. Jahrhunderts. Ed. Wartenau, Hamburg 2014, S. 334–343.
- „Haltet fest an Eurem Recht!“ Gegenstände belegen Zunfttraditionen in der Hamburger Arbeiterbewegung nach 1865. In: Beiträge zur deutschen Volks- und Altertumskunde. Vol. 24. Hamburger Museumsverein, Hamburg 1985, S. 43–48.
- Arbeitsleben und Arbeitskampf. In: Industriekultur deutscher Städte und Regionen: Des Deutschen Reiches Tor zur Welt. Beck, München 1984, S. 87–95.
- Arbeiterleben und Arbeitskampf in Hamburg bis zum Ersten Weltkrieg. Fotografien und Flugschriften, hrsg. vom Museum für Hamburgische Geschichte, DGB (Hamburg), ÖTV zur Ausstellung "Arbeiterbewegung in Hamburg von den Anfängen bis 1918", Ernst Kabel, Hamburg 1981.
- Bildliche und gegenständliche Zeugnisse der Arbeiterbewegung in Hamburg bis 1933. In: Arbeiter in Hamburg: Unterschichten, Arbeiter und Arbeiterbewegung seit dem ausgehenden 18. Jahrhundert. Verlag Erziehung u. Wissenschaft, Hamburg 1983, S. 541–549.
- Ulrich Bauche, Ludwig Eiber, Ursula Wamser, Wilfried Weinke (Hrsg.): Wir sind die Kraft – Arbeiterbewegung in Hamburg von den Anfängen bis 1945. Katalogbuch zur Ausstellung des Museums für Hamburgische Geschichte, VSA-Verlag, Hamburg 1988, ISBN 3-87975-355-5.
- Hoher Besuch im Gruppenbild vor dem Kinder-Erholungsheim „Produktion“ in Haffkrug/Ostsee Ende Juli 1919. Fragen zu diesem Fotodokument. In: 125 Jahre Genossenschaftsgesetz. 100 Jahre Erster Weltkrieg. Norderstedt 2015, ISBN 978-3-7392-2219-6, S. 79–88.

Museum der Arbeit
- Bericht über das vor kurzem verabschiedete Mitbestimmungsmodell am Museum für Hamburgische Geschichte, Referat von Dr. Ulrich Bauche auf der Tagung des Ulmer Vereins – Verband für Kunst- und Kulturwissenschaften e. V. (UV) in Frankfurt am Main, Herbst 1975.
- Erste Schritte Mitarbeit. Hamburg : Vorstand der Freunde des Museums der Arbeit, ISSN 1865-0406, Band 23.2017, S. 20–21.
- Eine Idee entsteht: Vorgeschichte des Vereins Museum der Arbeit. 1975–1980. In: 25 Jahre Verein Museum der Arbeit. Hamburg 2005, S. 11–23.

Verfolgung und Widerstand – 
familiengeschichtliche Anknüpfungspunkte:
Familie
- Jüdische Lebenswelten in Hamburg-Hamm: die Familien Tuch (Firma Karstadt-Porges, Reinigung, Färberei), Mendel und Sternheim. In: Hildegard Thevs, Hamburg (Landeszentrale für Politische Bildung [u. a.]) 2007, S. 148–163.
- Stolpersteine in Hamburg-Wandsbek mit den Walddörfern. Biographische Spurensuche. Astrid Louven; Ursula Pietsch. [Mit Beitr. von Ulrich Bauche ...] Hamburg, Landeszentrale für Politische Bildung u. a., c 2008, Literaturverz, S. 217–221.

Großvater Max Mendel
- Mendel, Max, in Hamburgische Biografie: Personenlexikon Hamburg: Christians, (2001), S. 201–202.
- Max Mendel 1872–1942. In: Freimark, Arno Herzig (Hrsg.): Die Hamburger Juden in der Emanzipationsphase (1780–1870). Hamburg (Christians) 1989, S. 299–311.
- Der Genossenschaftskaufmann Max Mendel. In: Heinrich-Kaufmann-Stiftung (Hrsg.): "Miteinander geht es besser". Beiträge zur 1. Tagung zur Genossenschaftsgeschichte (2006). BoD, Norderstedt 2011, ISBN 978-3-8423-4957-5, S. 86.

Vater
- Bauche, Wilhelm. In: Hamburgische Biografie. Band 5, Wallstein, Göttingen 2010, ISBN 978-3-8353-0640-0, S. 40–41.